# 陪都纪略
《陪都纪略》，由刘世英所撰写，是一部记述晚清时期陪都——盛京城（今沈阳市）的历史、文化、艺术、民俗的著作。

## 内容
清同治六年（1867年），刘世英寓居陪都盛京。刘世英有感于盛京地方事迹并不广为人知，便询问盛京地方的风土民情、山川景物，后编纂成书。同治十二年（1873年），《陪都纪略》得以出版，共计三万四千字左右。其正文分为盛京总论、图形便览、天时地利、留都十景、沈阳古迹、民风土俗、山川物产、庙会游胜、新闻志异、儒流术士、时尚世繁、市尘交易等部分，以韵文体呈现。